# Алесандро Неста
Алесандро Неста (итал. Alessandro Nesta; Рим, 19. март 1976) је италијански бивши фудбалер који је играо на позицији одбрамбеног играча.

## Играчка каријера

### Клубови
Неста се као деветогодишњи дечак прикључио млађим селекцијама Лација. За први тим дебитовао је са непуних 17 година, а капитен "небеско плавих" постао је 1997, када је имао 21 годину. Са Лацијом је освојио  Серију А у сезони 1999/00, а поред тога има освојена и три национална купа, два италијанска Суперкупа, уз по један Куп победника купова и европски Суперкуп. У августу 2002, после девет пуних сезона у првом тиму Лација, Неста је прешао у Милан. Био је фудбалер Милана до 2012. године. Са клубом са Сан Сира је освојио две Лиге шампиона (2003, 2006). Поред тога по два пута је освојио Серију А, Суперкуп Европе и Суперкуп Италије док је по једном био освајач и Купа Италије и Светског клупског првенства. При крају каријере је играо за канадски Монтреал импакт и индијски Ченај.

### Репрезентација
Са репрезентацијом Италије је освојио Светско првенство 2006. у Немачкој. У периоду од 1996. до 2006. је одиграо 78 утакмица за национални тим.

## Тренерска каријера
17. јуна 2019. године, Неста је постављен за тренера Фрозинонеа, који је испао у Серију Б, уместо Марка Баронија. У првој сезони под Нестом, Фрозиноне се пласманом на 8. место квалификовао за плеј-оф. Победом против Читаделе од 3:2, Фрозиноне се квалификовао за полуфинале, где су савладали Порденоне укупним резултатом 2:1. У финалу, иако је укупан резултат био 1:1, у Серију А промовисана је Специја због бољег пласмана у лигашком делу сезоне (били су трећи).

## Трофеји

### Клуб
Лацио
- Серија А: 1999/00.
- Куп Италије: 1997/98, 1999/00.
- Суперкуп Италије: 2000.
- Куп победника купова: 1998/99.
- УЕФА суперкуп: 1999.

Милан
- Серија А: 2003/04, 2010/11.
- Куп Италије: 2002/03.
- Суперкуп Италије: 2004, 2011.
- УЕФА Лига шампиона: 2002/03, 2006/07.
- Европски суперкуп: 2003, 2007.
- Светско клупско првенство: 2007.

Монтреал импакт
- Шампионат Канаде: 2013.

### Репрезентација
Италија до 21
- Европско првенство до 21 године: 1996.

Италија
- Светско првенство: 2006.